# ロッキットガール
ロッキットガール（ラッキッコル、英語: Rockit girl、朝鮮語: 락킷걸）は、大韓民国の音楽。
所属事務所はローリング・カルチャーワン。現在のメンバーはハン・イスル。

## 概要
2019年5月30日にハン・イスルとデラの2人組として登場した。のちにデラが脱退、2025年現在はハン・イスルが活動している。このほか、演奏者もいる。

## ディスコグラフィ

### アルバム
| 題名                  | 発売          |
| 猫ちゃん              | 2019年5月30日 |
| 海よ                  | 2020年8月15日 |
| 成り立て              | 2020年9月19日 |
| エブリバディ・ゴー    | 2021年5月29日 |
| マイ・ラブ            | 2021年6月26日 |
| 양양 파도타기 좋은 날 | 2021年7月28日 |
| レジスタンス          | 2023年1月9日  |
| クレイジー・ラブ      | 2023年2月10日 |
| ゾンビ                | 2023年4月3日  |
| ジーンとくる★ロック   | 2023年7月12日 |